# Manuel González Alba
Manuel González Alba (Valls, 27 de agosto de 1894 - Barcelona, 7 de octubre de 1934) fue un político español. Marchó a estudiar a Marsella, pero cuando se declaró en 1914 la Primera Guerra Mundial volvió a Barcelona. Fue profesor de catalán y colaborador de Pompeu Fabra, también fue encarcelado en 1927 por su participación en el complot de Prats de Molló. También colaboró con  Jordi Arquer en diversas publicaciones del Ateneo de Gràcia, que se proponía la formación cultura de las clases trabajadoras.
Desde 1931 militó en el Bloque Obrero y Campesino y más tarde en el partido político Estat Catalá. Junto con Jaume Compte y Amadeu Bardina murió en los locales del Centre Autonomista de Dependents del Comerç i de la Indústria (CADCI) en Rambla Santa Mónica, durante la proclamación del Estado catalán en octubre de 1934.